# 엠비전 POP
엠비전 POP(영어: M.Vision POP)은 현대모비스가 개발한 초소형 전기차 기반의 2인승 모빌리티이다.

## 상세
2021년 3월 31일, 현대모비스 전략 및 신기술 발표 컨퍼런스에서 공개됐다. 
엠비전 POP은 스마트폰과 운전대가 도킹하는 개념을 도입해 스마트폰으로 차량 제어가 가능하다. 스마트폰 내비게이션 화면을 차량 전면 디스플레이에 연동 시켜 활용하고 사용자 인식, 음성 인식 기능도 사용할 수 있다. 또한, 스마트폰 센서를 활용해 자동차의 무선 조향이 가능하다. 
엠비전 POP은 e-코너 모듈이 장착돼 있어 차량 네 바퀴가 각각 180도까지 회전이 가능해, 크랩 주행 및 360도 회전이 가능하다.

## 같이 보기
- 엠비전 X
- 현대모비스
- 전기자동차
- 현대자동차그룹